# Instituto Curie
O Institut Curie é uma fundação privada, sem fins lucrativos, que se dedica especialmente à investigação oncológica.
Este instituto, fundado por Marie Curie e Claudius Regaud, encontra-se situado em Paris, trabalhando em parcerias com o hospital Claudius Régaud.